# Ксенгіниці (Вроцлавський повіт)
Ксенгіниці (пол. Księginice) — село в Польщі, у гміні Кобежиці Вроцлавського повіту Нижньосілезького воєводства.
Населення — 153 особи (2011).
У 1975-1998 роках село належало до Вроцлавського воєводства.

## Демографія
Демографічна структура станом на 31 березня 2011 року:
|          | Загалом | Допрацездатний вік | Працездатний вік | Постпрацездатний вік |
| -------- | ------- | ------------------ | ---------------- | -------------------- |
| Чоловіки | 68      | 13                 | 50               | 5                    |
| Жінки    | 85      | 16                 | 52               | 17                   |
| Разом    | 153     | 29                 | 102              | 22                   |